# The Mike Flowers Pops

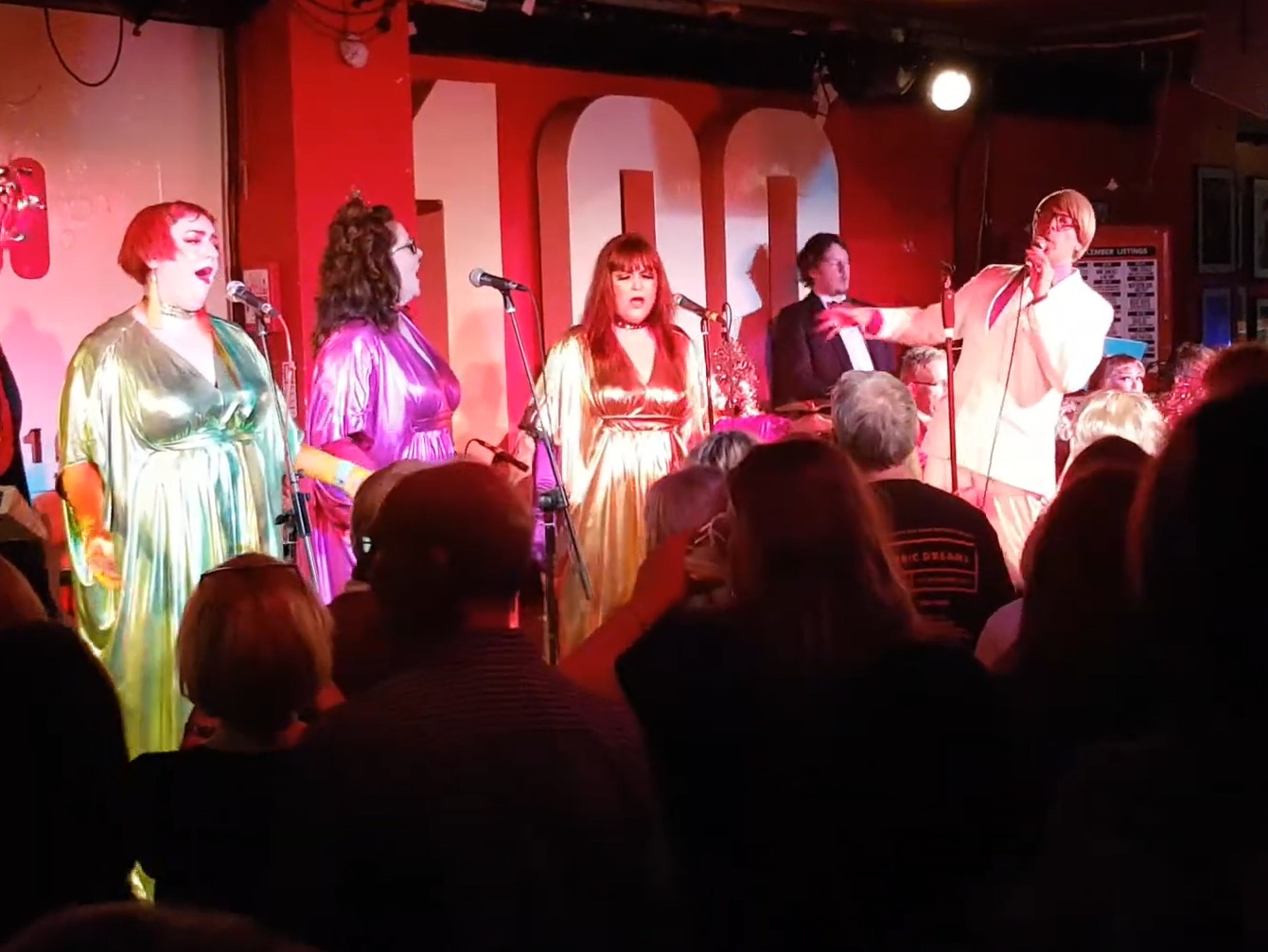
The Mike Flowers Pops 2017

The Mike Flowers Pops sind eine britische Popband. Sie wurde 1993 von dem Musiker Mike Flowers ins Leben gerufen.

## Geschichte
Ihren größten Hit landete die Band Weihnachten 1995, als sie mit einer Easy-Listening-Version des Oasis-Klassikers Wonderwall auf Platz 2 der britischen Charts einstiegen und mit einer Silbernen Schallplatte ausgezeichnet wurden. Bislang verkaufte sich diese Single weltweit mehr als eine halbe Million Mal. 1996 veröffentlichte die Band eine Coverversion des Prince-Songs 1999 auf ihrem Album A Groovy Place.

## Diskografie

### Studioalben
- 1996: A Groovy Place

### Kompilationen
- 1995: Get Easy! The Future Collection Volume 2
- 1996: The Freebase Connection: The Mike Flowers Pops Meets Aphex Twin
- 1997: The Cocktail Shaker-New Groove Kitsch and Space-Age Pop
- 1999: Mike Flowers Meets Cylob
- 2002: Constant Friction - Collaboration 2

### EPs
- 2016: Hold the Corner EP (mit Cornershop)

### Singles
| Jahr | Titel Album                                      | Höchstplatzierung, Gesamtwochen, AuszeichnungChartsChartplatzierungen (Jahr, Titel, Album, Platzierungen, Wochen, Auszeichnungen, Anmerkungen) | Anmerkungen |
| Jahr | Titel Album                                      | UK | Anmerkungen |
| ---- | ------------------------------------------------ | --- | ----------- |
| 1995 | Wonderwall A Groovy Place                        | UK2 Silber · (13 Wo.)UK |             |
| 1996 | Light My Fire / Please Release Me A Groovy Place | UK39 (2 Wo.)UK |             |
| 1996 | Don’t Cry for Me Argentina –                     | UK30 (3 Wo.)UK |             |

Weitere Singles
- 2005: Talk